# マリ帝国

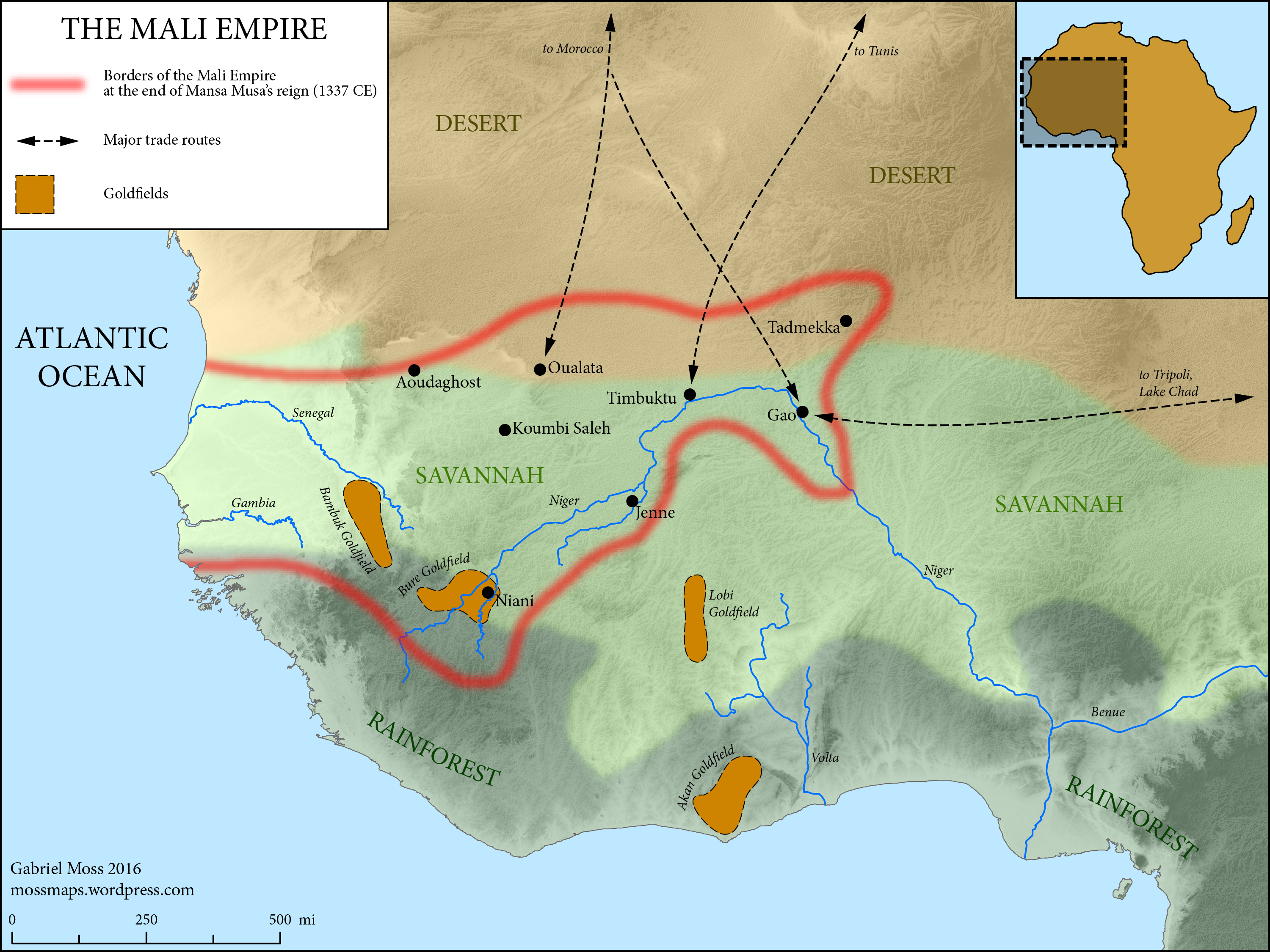
赤枠内がマリ帝国の版図

マリ帝国（マリていこく、1230年代 - 1645年）又はマリ王国は、中世西アフリカのサヘル地帯に栄えた王国の1つである。
王権の担い手が誰であったかについては諸説あるが、少なくともマンデ人だと考えられている。現代のマンディンカ人はマリ帝国人の末裔というアイデンティティを持った民族集団である。
マリ王国の歴史についてはわかっていないことが多く、首都がどこにあったのかすら確定的な説はない。13世紀中ごろに英雄スンジャタ・ケイタが現れ、支配域の帝国的膨張を見た。支配域の膨張は交易を盛んにし、14世紀中ごろにマンサ・ムーサ王が派手なメッカ巡礼を行うなど王国は最盛期を迎えた。
イスラームとマリとの関係について、マリが「イスラーム国家」であったか否か、いつごろからどのような人々がイスラームを受容していたかなどについて諸説あるが、少なくとも14世紀中ごろには「イスラーム国家」の外観を備えていた。現在のマリ共和国の国号はマリ帝国に由来する。スンジャタがマリに服属ないし同盟した各クランの代表を集めて定めた憲章が世代を超えて受け継がれ、2009年にユネスコが「人類の口承及び無形遺産の傑作」宣言をした。

## 研究史
歴史学は19世紀に誕生した比較的新しい学問であるが、当該19世紀中ごろに哲学者ヘーゲルは『歴史哲学講義』の中で、「アフリカは人類の歴史に寄与したことがない」などと述べた。ヘーゲルにとってサブサハラのアフリカ人は森の中の子供同然で、人類の発展の歴史の埒外にあった。こうしたヘーゲルのアフリカ観は、以後の西洋知識人のブラックアフリカ観に影響を与えた。
19世紀以後に最初に中世マリの歴史を研究し始めた研究者はモリス・ドゥラフォスやシャルル・モンテイユなど、植民地経営のエコシステムの中で実務官僚等として暮らすセミ・プロが主体であった。ドゥラフォスは1912年にイブン・ハルドゥーンの『イバルの書』を中心としたアラビア語文献に基づいて、以下のようなマリ王のリストを作成した。しかしながら、Levitzion (1963) などの検証によると、このリストは捏造や恣意的な解釈を含む。例えば、1310年から1312年までマリ王であったとドゥラフォスが主張する「アブバカリ2世」は、イブン・ハルドゥーンが記載しておらず口承伝統にも現れない捏造である:345 ff.。

イブン・ハルドゥーンが示したスンジャタ以後13, 14世紀の王統図（Levtzion (1963) の検証による）

- Sundiata Keita（スンジャタ・ケイタ） (1240-1255)
- Wali Keita (1255-1270)（マンサ・ウリ・ケイタ）
- Ouati Keita (1270-1274)（マンサ・ワティ・ケイタ）
- Khalifa Keita (1274-1275)（マンサ・ハリファ・ケイタ）
- Abu Bakr (1275-1285)
- Sakura (1285-1300)
- Gao (1300-1305)
- Mohammed ibn Gao (1305-1310)
- Abubakari II (1310-1312)
- Kankan Musa I （マンサ・ムーサ）(1312-1337)
- Maghan (1337-1341)
- Suleyman (1341-1360)（マンサ・スレイマン）
- Kassa (1360)
- Mari Diata II (1360-1374)
- Musa II (1374-1387)（マンサ・ムーサ2世）
- Maghan II (1387-1389)
- Sandaki (1389-1390)
- Madhan III (Mahmud I) (1390-1400)
- Unknown Mansas (1400-1441)
- Musa III (1440年代)
- Ouali II (1460年代)
- Mahmud II (1481-1496)
- Mahmud III (1496-1559)
- Mahmud IV (1590年代-1600年代)（マフムード4世）

バジル・デヴィッドソンやレモン・モニといった専門の歴史学者による研究が始まるのは、植民地主義に立脚した帝国主義国家に崩壊をもたらした第二次世界大戦の後からである。「アフリカの年」1960年に始まったユネスコの記念事業、『ユネスコ・アフリカの歴史』（l’Histoire générale de l'Afrique）の発刊（1964-1999年）は、中世マリ史研究を含むアフリカ史研究の画期になった。同書には、前世紀にヘーゲルが示したアフリカの歴史に対する認識を覆すような学術的成果が示され、中世マリ史を含めたアフリカの歴史の実相が明らかになった。その中には、特にドゥラフォスにより明らかになったように見えたマリの君主の系譜や王国社会の構造が、根拠薄弱な推論であって実際のところは史料の不足によって文献学的に明らかにできないという結論も含まれる。

## 史資料論

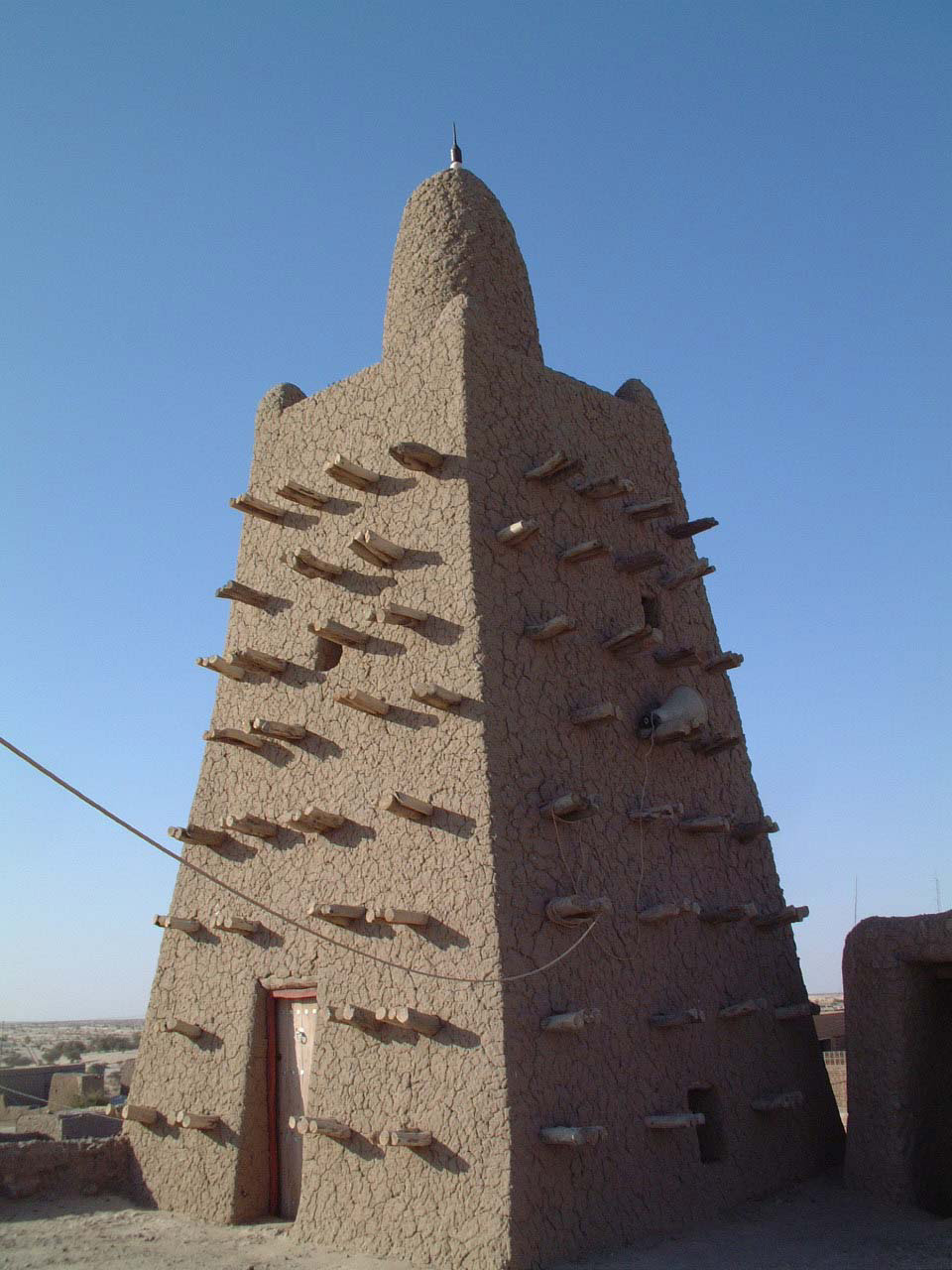
14世紀に建てられたジンガレイベル・モスク（トンブクトゥ）のミナレット。マリ帝国においては同モスクのようなスーダーン様式と呼ばれる建築様式が発展した。

サハラ以南のアフリカの諸地域について一般的に言えることではあるが、中世マリに関する歴史叙述を裏付ける資料となる史料は、北アフリカやヨーロッパに比べると少ない。
最重要の史資料が、モロッコやエジプトなどの北アフリカのアラブ人やベルベル人が書き残したアラビア語文献である。まず、アブー・ウバイド・バクリーは11世紀のサハラ以南の西アフリカについて、そこを訪れた商人からの伝聞という間接的な手段によってではあるが、いくつかの情報を書き残している:82-83。イドリースィーは12世紀のサハラ以南の西アフリカについて、断片的な情報を残している:103。
最盛期のマリには多数のアラブ人やベルベル人が旅行者として訪れ、マリに関する記録をアラビア語で書き残した。また、マリ人も巡礼等の目的で北アフリカやヒジャーズ地方を訪れたため、エジプトなどに彼らが語ったことの記録が残っている。このようなアラビア語文献としては、イブン・ファドルッラー・ウマリー、イブン・バットゥータ、イブン・ハルドゥーン、マクリーズィーらが書いた歴史書があり、これらに依拠すると13～15世紀のマリの大まかな歴史の流れがわかる。イブン・バットゥータは、1352年2月から1353年12月までサーヘル地帯を周遊した。彼の『旅行記』は唯一無二であり、マリ王国の歴史全体に関して最も重要である。イブン・バットゥータはマリの首都に8ヶ月間にわたり滞在し、町の構造に関する貴重な情報を残している。しかし彼の旅行記からは判然としない部分も数多くあることも同時に、旅行記を読むとわかり、歴史叙述の上で興味深い点がある。イブン・ハルドゥーンは『イバルの書』にマリのことを記載するために、カイロまで行って様々な情報を収集した。
マリ人やその子孫が書き残した文字資料も皆無というわけではなく、トンブクトゥやガオには中世西アフリカ社会内部から見たマリの歴史を書いた年代記（ターリーフ）が残されている。アブドゥッラフマーン・サアーディーが書いた16世紀の『ターリーフ・スーダーン』と、マフムード・カアティが書いた17世紀の『ターリーフ・ファッターシュ』が利用できる。ただし、どちらもソンガイ帝国の歴史を遡って叙述することに主眼があるので、マリ王国の歴史にはあまり多くの叙述量を割いていない。
さらに中世マリ史の場合は、上記文献資料の他に利用できる史料として、「グリオ」と呼ばれる吟遊詩人による口承伝統（oral tradition）が存在する点が特徴である。グリオは民族の歴史や過去の王族の事跡を語り伝える職能カーストであり、その記憶内容は特定の家系で相伝される。口承伝統を利用することで、マリの歴史を外部からではなく内部から知ることができる。
さらに発掘調査による出土資料も、重要な史料となりうると言われている。

## 首都探し

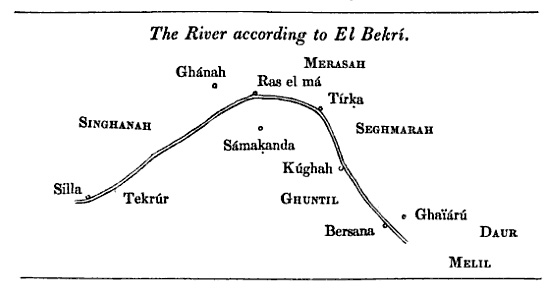
バクリーの地理書には Melil という地名が確認できる。

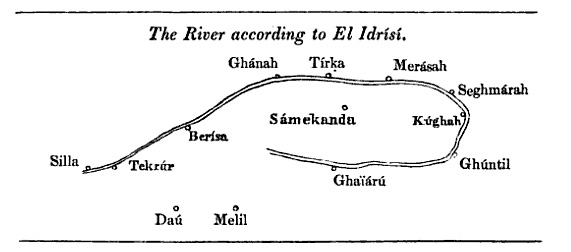
イドリースィーの地理書にも Melil という地名が確認できる。

欧米諸語で国号として認識されている "Mali"（日本語では「マリ」）は、イブン・バットゥータの『旅行記』において、この国が "مالّي" と記載されていることに基づく。その200年前に書かれたバクリーの『諸道と諸国の書』にも、ガーナのみやこの近くに "ملل"（ド・スラーヌは "Melil" と母音を入れた）という集落があるという情報があり、イドリースィーにも同様の情報がある。イブン・ファドルッラー・ウマリーは、マリの国号は正式には「ニアニ」といい、それは首都の名前であるという旨の情報を書いている。

### 初期の仮説 (1841-1912)
近代以後にマリの首都の所在地について最初に議論したのは、大英帝国の地理学者ウィリアム・デズボラ・クーリーである。クーリーは1841年に、マリの首都がジョリバ川（ニジェール川上流域の別名）のほとり、サメエの村あたりにあったとする仮説を発表した。ハインリヒ・バルトは、1850年代にアフリカ大陸の内陸を探検してトンブクトゥまで行ったが、マリの首都であった場所を見つけることはできなかった。フランス植民地官僚のルイ＝ギュスターヴ・バンジェは、1892年にサーヘル地帯を横断して、ヤミナ（Yamina）の近くにあるニアニマドゥグ（Niani-Madougou）遺跡がマリの首都であった場所という説を発表した。
これまでの仮説はすべて、首都がニジェール川の左岸にあったとする点では共通する。また、まったく文献資料に依拠していなかった。初めてこれらの説に理由付けを与えたのが、モリス・ドゥラフォスである。ドゥラフォスは Haut-Sénégal-Niger (1912) のなかでバンジェの説がアラビア語文献の記載と矛盾しないことを示し、当初の間はバンジェ説を支持した。

### 「ニアニこそがマリの首都である」 (1923-1958)
この頃が首都論争の最も華やかであった時代である。ヴィダルやガイヤールなどが一連の論説を発表し、サンカラニ川のほとりにある小さな村こそが文献史料にある地名、ニアニであるという説を唱えた。ドゥラフォスもニアニ説を支持した。1920年代には実地調査も行われたが、遺跡は見つからなかった。1958年にギニアが独立し、ニアニ村は新生ギニア共和国に属すことになった。発掘や調査は中断する。

### ニアニにおける考古学的調査 (1965-1973)
ニアニ村は1965年、1968年、1973年と、3回にわたり考古学的発掘調査の対象になった。ヴワディスワフ・フィリポヴィアク教授率いるポーランド隊が発掘を行った。ポーランド人たちはD. T. ニアヌの協力も得、レモン・モニから適宜助言を得て調査を続け、成果が1979年に発表された。Études archéologiques sur la capitale médiévale du Mali と題された調査報告書では「マリ王国の首都がニアニにあったことが確認された」とされた。
ポーランド隊の結論には問題があると、早くから言われていた。調査報告書が刊行される前から、メイヤス（Meillassoux）とハンウィック（Hunwick）はイブン・バットゥータの旅行記の読み直しを通してフィリポヴィアク説を批判して、首都のあった場所について新説を発表した。レモン・モニはフィリポヴィアクが行った放射性炭素年代測定法に関する記述に矛盾があることを指摘した。

### 「ニアニ遺跡＝首都」説の検証をめぐって・新しい仮説
全盛期マリの首都と目された場所のすべてが否定されることとなった状況に直面し、より原始的なマリ王国像を提示する研究者が現れた（Conrad, Greennなど）。コンラッドやグリーンら、英米の研究者は、「首都」（capitale）という用語に代えて、「マンサの宮廷」（cour des Mansa）あるいは「マンサの王宮」（cour royale des Mansa）という中立的なタームを使って、宮廷が複数の町の間を巡回移動していたとする「ノマド型宮廷」仮説を提示した。当該仮説によっても疑問は残り続ける。これまで研究されてきた遺跡からは、この説を支持する確かな証拠が得られていない。しかし研究は端緒についたばかりで、その後疑問を払拭するかも知れず、過去の研究の検証と新説の提唱が待たれる。

## 歴史

### 建国

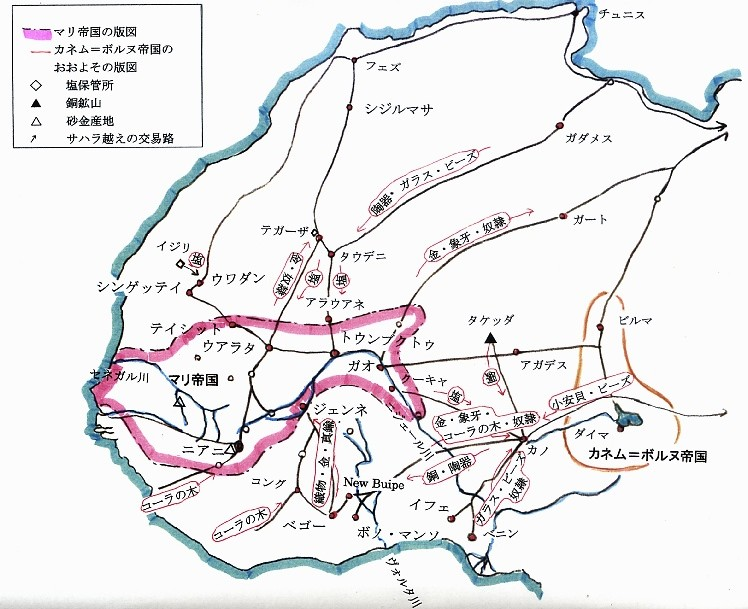
14世紀半ば、最盛期のマリが支配権を及ぼした領域とサハラ交易路。

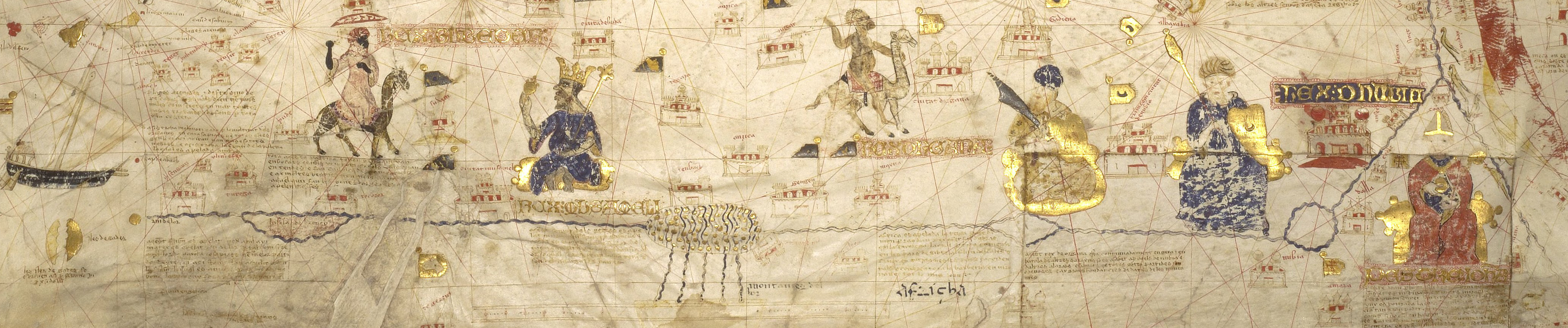
15世紀のセネガル川河口から上流を示す図、金の川と記される。

それまで西部サヘル地方を支配していたガーナ王国は、1076年にムラービト朝によって首都クンビー・サーリフを落とされ勢力を大きく減退させた。そのムラービト朝もすぐに衰退し、この地域には覇権勢力が存在しなくなった。その中でソソ人のソソ王国が12世紀末に入ると勢力を伸ばし、ニジェール川上流のマンデ人をも支配下に置いていた。
この状況下で、伝説的英雄スンジャタ・ケイタが現れ、マンデの各クランを糾合した。スンジャタは1235年にキリナの戦いでソソの王スマングルをやぶり、さらにその後、セネガル川流域の地方にまで勢力を伸ばした。

### 最盛期
その後、14世紀には西は大西洋岸まで、東はトンブクトゥ・ガオまで、南はブレ・バンブクにある金鉱に達し最大の繁栄を極めた。スンジャタ・ケイタの死後は長男のマンサ・ウリ・ケイタが継いで領土をさらに拡大した。その後一時王位継承に伴う混乱が生じたが、1298年にマンサ・サクラが即位して混乱を収拾した。
14世紀には王のマンサ・ムーサ（マンサは「王の中の王」の意、在位：1312年 - 1337年）と、マンサ・スレイマン（在位：1341年 - 1360年）のもとで帝国は最盛期を迎えた。マンサ・ムーサは、1324年にムスリムとして数千人もの従者を引き連れてメッカへ巡礼し、その道中のあちこちで大量の金の贈り物をしたため、ウマリーによるとカイロの金の価値が長期にわたって下落した。王はマリに戻ると、イスラム教とイスラム文化を進んで住民に広めている。トンブクトゥにジンガリベリ・モスクを建設し、ここが学問の中心地となる端緒を作ったのもマンサ・ムーサ治下のことである。
マンサ・スレイマンの統治期も、マリは変わらず繁栄を続けていた。1352年にマリを訪れたベルベル人の旅行家イブン・バットゥータは、「彼らの国はまったく安全である」ことに驚き、住民たちはもてなしが良く、正義感が強いことを称賛している。

### 覇権の喪失と領土の西遷

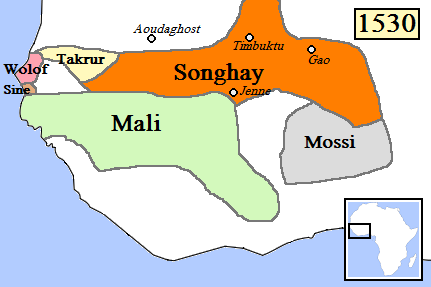
1530年ごろのマリ領土

しかし1387年にマンサ・ムーサ2世が没すると、マリでは激しい後継者争いが勃発して国力は疲弊し、そのためソンガイ王国などの従属していた国々が相次いで離反した。また、マリの国力の衰退に乗じて南方のモシ族や北方のトゥアレグ族の侵攻が激化し、1433年にはトゥアレグ人にトンブクトゥを占領された。こうしてマリは自国で最も豊かな地域であったニジェール内陸デルタを失ったが、一方でブレやバンブクなどのニジェール川上流域の産金地帯は保持し続け、さらに大西洋に面したガンビア川流域なども依然として保持していた。1468年にはソンガイ王国のスンニ・アリがトゥアレグを討ってトンブクトゥを占領し、ニジェール川内陸デルタを制圧して西アフリカに覇を唱えるようになってマリとソンガイの力関係は逆転した。その後もマリの国力は緩やかに衰退を続けた。16世紀末にはガンビア川流域も失い、マリは内陸国家となっていた。

### 滅亡

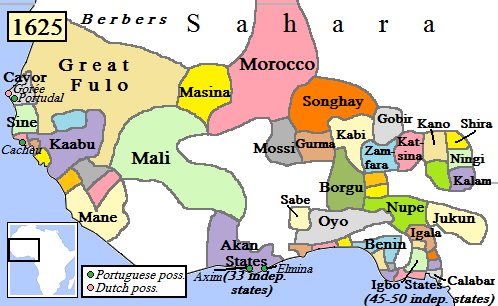
1625年ごろのマリ領土

1591年にモロッコのサアド朝の侵攻によってソンガイ帝国が滅亡すると、その混乱に乗じてマリのマフムード4世は1599年にジェンネへと出兵するもののモロッコに敗れ、これが衰退し続けるマリへの最後の一撃となった。その後マリは地方小国家として細々と存続し、18世紀に滅亡した。

## 制度

### 交易

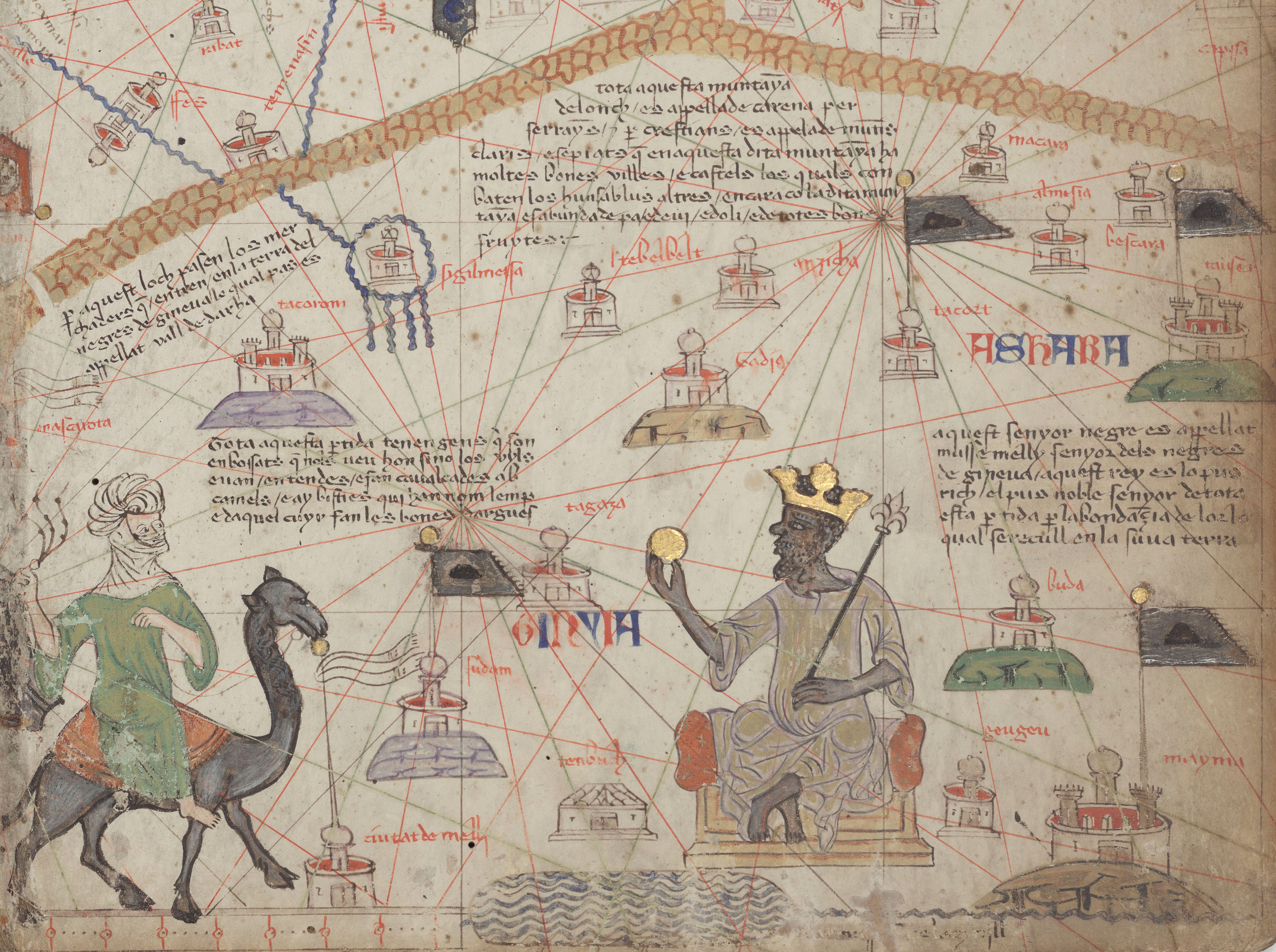
1375年にマヨルカ島で製作された『カタルーニャ地図』には、ベルベル人がラクダに乗って、サハラを越えたところにあるマリの黒人王のところへ交易に向かう様子が描かれている。

西アフリカ内陸部に広域帝国が成立したのは、そもそもサハラ交易の利益によるものだった。最初の広域帝国であるガーナ王国の覇権を引き継いだマリも同じくサハラ交易を主な経済基盤とする国家であったが、その交易の様相はガーナ時代とは幾分異なったものとなっていた。
マリはサハラ砂漠の中央部にあるテガーザ岩塩鉱山にまで交易圏を広げたため、それまで塩の交易を握っていたベルベル人からその主導権を奪い、塩金交易は北アフリカのベルベル人とサヘル地帯との間のものではなく、サヘル地帯を制したマリとその南にある産金地帯との間で行われるようになった。またマリの領土内においても金は産出されており、これらの多量の金はマリ帝国の主力商品として北アフリカへと輸出され、マンサ・ムーサ王の逸話に代表されるようなマリの繁栄を支えた。
またマリ帝国治下においては、同じくサハラの北からもたらされる主要商品であった銅鉱石の輸入が停止し、逆に銅を北アフリカへと輸出するようになった。これはマリ領内またはその交易圏において銅山が開発され、さらにマリ国内で精錬まで行われるようになったことを示している。この時期、ガオの東に位置するタケッダは銅生産の中心地となっていた。またこの時期、ガーナ時代にはほぼ存在しなかった綿がマリ国内に普及し、織物の生産が盛んになった。こうしてマリは銅や綿を自給できるようになったものの、それを加工した銅製品や衣服・織物については輸入が続いており、むしろこの時期には北アフリカからの主力の輸出品となっていた。この他に、馬やタカラガイなども北アフリカから主に輸入されていた。
一方、マリは南方の森林地帯とも活発に交易を行っていた。マリからの輸出品は塩や銅、綿布が中心であり、南方からは金のほか、コーラの実が主に輸入された。
またサハラ交易のメインルートも、以前に比べて変化していた。ガーナ王国期にはモロッコからアウダゴストを通ってサヘルへと向かうサハラ西側ルートが主流であったのに対し、マリ帝国期にはトンブクトゥから中央サハラを通って北アフリカへと向かうルートが主流となり、これがジェンネやトンブクトゥなどニジェール川中流域の交易都市の繁栄を生んだ。

### 経済
上記のような盛んな交易がおこなわれた一方で、国民の多くは農業に従事していた。国内ではソルガムやトウジンビエ、フォニオといった雑穀や稲が主に栽培され、食料は豊富に供給されていた。ニジェール川ではボゾ人やソモノ人などの漁業民族が内陸デルタを中心に、盛んに漁業を行っていた。
こうして経済が成長する一方で、貨幣の鋳造は行われなかった。金が大量に輸出されたのも、マリ国内においては装飾品以外の用途がなく、本来国内で貨幣として流通する分の金も輸出用に回されていたためでもある。通貨としては布地、タカラガイ、塩などが用いられた。
こうした交易の活況によって、マリ帝国内に存在するジェンネ・トンブクトゥ・ガオといった都市もまた繁栄した。トンブクトゥとガオではサハラ砂漠を越えてきたキャラバンが商品を積み下ろして川船へと乗せ換え、ニジェール内陸デルタの中央部に位置するジェンネまで運ばれた。ジェンネには南の森林地帯から積み出された金などもやはり船に乗せられて運ばれてきており、交易拠点として繁栄した。トンブクトゥはこの時期からソンガイ王国期にかけて最盛期を迎えた。メッカ巡礼帰路のマンサ・ムーサによって1324年にジンガリベリ・モスクが建設され、同時期にサンコーレ・モスクが建設されることで、トンブクトゥは学問の都としても名声を高めていった。ガオは交易の要衝として7世紀ごろから独立王国が存在していたが、13世紀頃にマリに服属した。しかし、国内の混乱から一時期サハラ交易を断念していたエジプトが14世紀半ばからサハラ交易を復活させると、交易ルートの東漸が起こり、ニジェール川交易の東端にあたるガオが繁栄して14世紀末には再独立を果たし、やがてマリに代わり西アフリカ内陸部の覇権を握るようになった。
帝国というが、中央集権体制の国家ではなく、マリを中心とする緩やかな連合国家だった可能性もある。

## 宗教

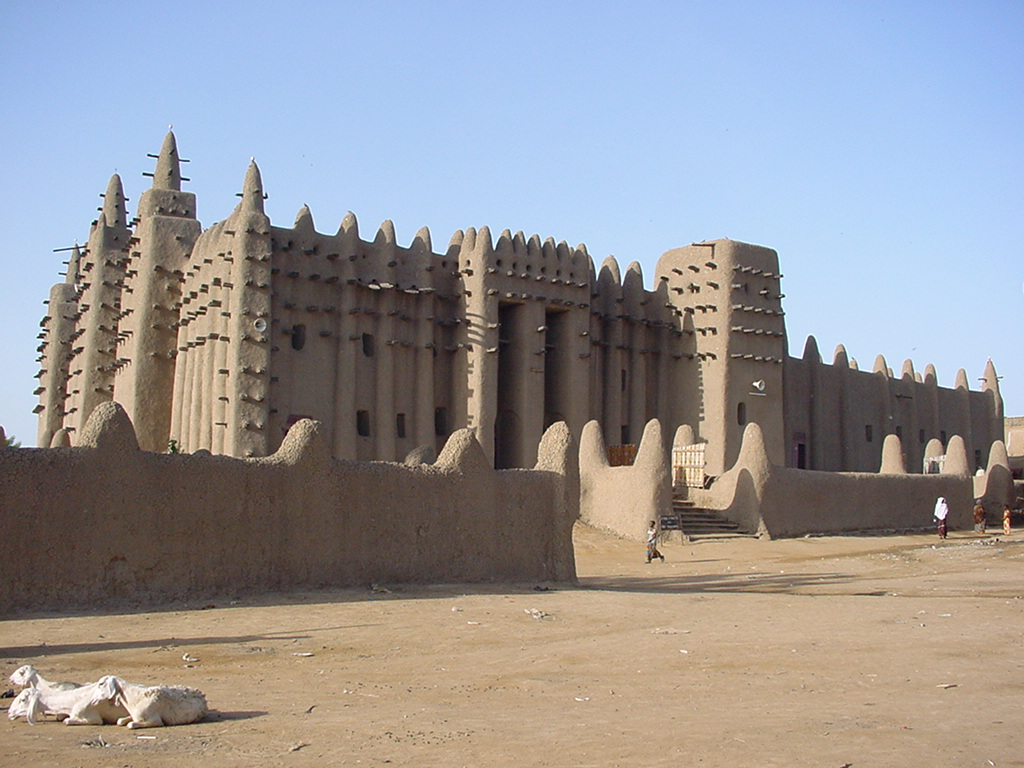
ジェンネの泥のモスク。登録世界遺産。ただし写真の建築はフランスの植民地統治が良好であることをアピールするため1907年に建てられたものである。

マリはイスラームを受容したが、祖先信仰などの土着信仰も残っていた。イスラームの受容がいつ頃から、どのように広まっていったのかについては議論がある。D.T.ニアヌはスンジャタ・ケイタがムスリムであったと考えているが、異論もある。赤阪賢は「14世紀にはイスラーム国家の外見を整えた」という表現をしている。1325年のマンサ・ムーサの巡礼の際、エジプトでマンサ・ムーサに拝謁した現地のウラマーは、ムーサがマーリク派の儀礼をよく知っていたと証言している。ムーサをはじめとした最盛期のマリのマンサは、帝国内の安寧と社会の秩序を保ち、マドラサを各所に建てた。マリのマドラサには、マグリブやアンダルスからイスラーム学徒が多く集まり、「知」のセンターになった。また、マリのマドラサからもウラマーが多く育った。
イスラームがこの地で受容されていくに従い、マリからメッカへの巡礼者も増加していった。マンサ・ムーサのメッカ巡礼は非常に著名であるが、彼以前の王も、また彼以後の王も、メッカへの巡礼は行っていた。この王による巡礼は、サハラ越え交易ルートの開発という目的も持っていた。